# LP 358-499
LP 358-499 (EPIC 247887989) — звезда в созвездии Тельца. Находится на расстоянии около 260,9 световых лет от Солнца. Вокруг звезды обращаются, как минимум, три планеты.

## Характеристики
LP 358-499 — звезда 13,9 видимой звёздной величины, её не видно невооружённым глазом. Впервые она упоминается в каталоге Виллема Якоба Лейтена. Это типичный красный карлик с массой и радиусом, равными 52% и 49% солнечных соответственно. Температура поверхности звезды составляет около 3644 кельвинов.

## Планетная система
В 2017 году командой астрономов, работающих с фотометрическими данными в рамках проекта Kepler-K2, было объявлено об открытии трёх планет в системе. Они имеют орбитальные периоды, равные 3, 4,86 и 11 суткам. К сожалению, их массу пока определить не получается. Планеты c и d представляют собой горячие газовые гиганты. Используя транзитные параметры и звёздные характеристики, авторы предполагают, что внутренняя планета b должна быть скалистой. Ниже представлена сводная таблица характеристик всех трёх планет.